# Waalre
Waalre (em neerlandês:  Waalreⓘ) é um município da província de Brabante do Norte, nos Países Baixos.
É considerada uma das mais ricas cidades dos Países Baixos devido a inúmeros milionários que vivem lá. Foi eleito o 7º melhor município neerlandês para se viver, de acordo com a pesquisa Elsevier 2010. O município é cercado por bosques, campos e lagos. A cidade mais próxima é Eindhoven.

## Centros populacionais
- Aalst
- Achtereind
- De Heuvel
- Heikant
- Loon
- Timmereind
- Waalre